# 蓝宇
《蓝宇》（英語：Lan Yu）是一部于2001年上映的华语独立電影，由香港導演關錦鵬執導，中國大陸演員刘烨、胡軍主演，改編自“北京同志”的網絡小說《北京故事》，描述1980年代末至1990年代一對北京男同志戀人的爱情故事。是中国大陸最早的网络小说改编电影之一。
由於製作單位未取得中國大陸「攝製電影片許可證」，非法於中國大陸境內拍攝，故無法於中國大陸上映，不過其他出版物則可在市面上買到。

## 劇情
時值1988年，中國進入改革開放早期階段，27歲的高幹子弟陳捍東在下屬劉征的介紹下，邂逅從東北来的18歲大學生藍宇，二人頃刻擦出火花。陳捍東一方面慷慨照顧藍宇的物質需求，另一方面以高姿態支配藍宇的情感。1989年夏，發生於北京的風雲事變，終於讓兩人意識到不可失去對方。
然而幾年後，陳捍東決定分手，與才貌雙全的口譯員林靜平結婚。然而他卻未能如願忘懷藍宇。與林靜平離婚後，他重回藍宇身邊，二人重修舊好。
未料飛來橫禍，1996年中國整頓貪風，陳捍東被控走私及非法集資等罪名，锒铛入獄，幸有家人、劉征、藍宇為其奔走、疏通，終使他重獲自由。他與藍宇的感情經此一劫後自是更深。就在以為已經雨過天晴的時候，造化竟再度弄人，短暫的幸福時光忽爾告終，刻骨銘心的愛情竟以悲劇收場......

## 演員
- 胡軍 飾 陳捍東
- 劉燁 飾 藍宇
- 蘇瑾 飾 林靜平
- 李华彤 飾 刘征
- 李爽 飾 陳卫东
- 卢芳 飾 咏红
- 张永宁 飾 陳大宁
- 赵敏芬 飾 陳捍东母
- 潘小丽 飾 诗玲
- 张帆 飾 健儿
- 张少华 飾 牛妈
- 刘景毅 飾 刘大力

## 製作
制片人张永宁当年只是个做电视纪录片的电视人，从未涉足过电影，因为看了《北京故事》后感动得痛哭，下定决心要把这个故事拍成电影，但原著作者已旅居美国，張几经周折才征得作者同意购得小说电影改编权。跟著，張很辛苦終於找到投资，之后几下香港，向关锦鹏保证一定不会出现像大陆导演拍摄地下电影“打一枪换一个地方”的方式拍摄后，说动了导演关锦鹏出任导演。。
开始导演看了小说后不是很喜欢，觉得小说是以异性恋的视角来看待同性恋，拍成电影有点“剥削、消费同性恋”的意思，但他只跟张永宁讲说很难拍，大陆一定会禁的，不光上映不可能，连去大陆拍片都是个麻烦。后来终于决定拍，导演就按自己的意思对故事做了很多改动。导演对原著的评价：“原小说里太多性描写，削弱了小说本来的美感。另外，叙事的手法也比较传统、通俗。但能出自一位女作者之笔，倒也情有可原。”。导演更用“天地不仁”四个字感叹蓝宇与捍东的爱情。导演和制片人强调，尽管《蓝宇》是一部同志题材的电影，但它绝不是只拍给同志看的，它讲的是一个纯洁的、感人的爱情故事。
电影剧本两易其稿，最终确定为香港著名剧作者魏绍恩先生的本子《有人喜欢蓝》，后暂定为《我喜欢蓝》，最终才定下《蓝宇》片名。因为故事的背景是在北京，主创觉得必须在北京取景，如华北大饭店、北京友谊宾馆、北京农业大学、北京科影、什刹海等。张永宁想出的办法是，瞒着中國大陆的相关部门，以拍广告的名义带着香港工作人员到北京。电影开头那场全裸的戏是在华北大饭店里拍的。还有很重要的一场戏，就是六四事件（在一些版本里被删掉），是在北京农业大学里拍的，拍當時是冬天，刚下完雪，但演员必须穿夏天的衣服。
因为怕露馅，电影后期胶片冲洗不敢在中國国内做，于是由拥有英国护照的制片人张永宁背着胶片跑到泰国曼谷冲洗。据张永宁描述，当时是“前面背一个包，后面背一个包，两个肩膀一个肩膀背一个包，然后两个手再拖两箱，就一本一本自己带出去，硬是将十几万尺的胶片一本一本全带到泰国去冲洗......去了七趟，晚上走，第二天回来，东西一放下就回来。”
因为题材的原因，刘烨当时对这个戏并不是那么上心，是刘烨当时的女友谢娜鼓励他要珍惜机会，他才接的这部戏。刘烨不时闪现出的迷茫又无辜的眼神，是打动张永宁的关键。至於胡軍，早在1996年即主演過男同性戀電影東宮西宮。
事後關錦鵬大力讚賞二位男主角的演技，並透露當時花了二、三個月選角，最後為二個主角各找了五位演員到飯店試鏡。胡軍大劉燁十歲，是劉燁中央戲劇學院的「師哥」，對戲時，胡軍也像大哥哥般帶領劉燁。二人看完劇本後，完全沒有問導演會裸露到什麼程度，對導演完全信任。片場有很多女性工作人員，大家都照常工作，當作沒事一樣，劉燁和胡軍也毫不尷尬，展現演員的專業。二人當時都已知道關錦鵬是同志，所以當時曾向關導請益同志怎麼看待？怎麼愛人？怎麼被吸引？
當時有二場被剪掉的戲，即陳捍東的婚姻生活及劉燁在冰湖上唱歌的片段，張永寧曾未經導演同意，將二場戲加進VCD、DVD後發行。
片頭藍宇在陳捍東房間看電視的那一場戲，電視上的英語節目說洛杉磯是加州的首府，與事實有所出入，加州的首府應為萨克拉门托。

### 音乐
据说张国荣当时勸关锦鹏不要拍此片，以免影響今後在內地的發展。後來他見關錦鵬堅持，便提議送《我》或翻唱在中國大陸“同志圈”流行一時的經典歌曲《月亮代表我的心》作为主题曲。但是關觉得歌曲并不合适，最后片尾曲还是用了最早就决定的使用的黄品源1990年发行的歌曲《你怎么舍得我难过》。據说这首歌在九十年代北京同志圈中非常流行。

## 上映
由于电影是同志题材，加上有性爱镜头，在香港被定为三级片。由于题材的原因，电影在香港上映前，导演就表示不会在中国内地公映。电影入选法国2001年戛纳电影节“一种注目”首次上映后，又先后参加了很多国际电影节。电影在中国大陆一直无法公映，只在某届北京同志电影节在北京大学的教室里小范围放映过，还因为这件事给学校和主办方惹了些麻烦。另外，电影出版发行15年后，大陆影迷在北京、上海、深圳等地自发组织了纪念放映。
2021年是《藍宇》上映20周年，该片推出了4K修復版，並先後於澳門、台灣及2022年在香港上映。

## 迴響
电影在香港地区、台湾上映后，胡军非常受欢迎。2002年台湾举行过一项男同志梦中情人的评选，入围的有吴彦祖、王力宏、梁朝伟、陈柏霖、张孝全，胡军是前十名里面唯一一个大陆男星。

## 獎項及提名
| 頒獎典禮                  | 獎項               | 獲提名     | 結果 |
| ------------------------- | ------------------ | ---------- | ---- |
| 第21屆香港電影金像獎      | 最佳電影           |            | 提名 |
| 第21屆香港電影金像獎      | 最佳導演           | 關錦鵬     | 提名 |
| 第21屆香港電影金像獎      | 最佳編劇           | 魏紹恩     | 提名 |
| 第21屆香港電影金像獎      | 最佳男主角         | 胡軍       | 提名 |
| 第21屆香港電影金像獎      | 最佳男主角         | 劉燁       | 提名 |
| 第21屆香港電影金像獎      | 最佳女配角         | 蘇瑾       | 提名 |
| 第21屆香港電影金像獎      | 最佳攝影           | 楊濤、張健 | 提名 |
| 第21屆香港電影金像獎      | 最佳剪接           | 張叔平     | 提名 |
| 第21屆香港電影金像獎      | 最佳美術指導       | 張叔平     | 提名 |
| 第21屆香港電影金像獎      | 最佳服裝造型設計   | 張叔平     | 提名 |
| 第21屆香港電影金像獎      | 最佳原創電影音樂   | 張亞東     | 提名 |
| 第8屆香港電影評論學會大獎 | 最佳導演           | 關錦鵬     | 提名 |
| 第8屆香港電影評論學會大獎 | 最佳編劇           | 魏紹恩     | 提名 |
| 第8屆香港電影評論學會大獎 | 最佳男演員         | 胡軍       | 提名 |
| 第8屆香港電影評論學會大獎 | 推薦電影           |            | 獲獎 |
| 第7屆香港電影金紫荊獎     | 最佳影片           |            | 提名 |
| 第7屆香港電影金紫荊獎     | 最佳導演           | 關錦鵬     | 提名 |
| 第7屆香港電影金紫荊獎     | 最佳男主角         | 劉燁       | 提名 |
| 第7屆香港電影金紫荊獎     | 最佳男主角         | 胡軍       | 獲獎 |
| 第7屆香港電影金紫荊獎     | 最佳編劇           | 魏紹恩     | 提名 |
| 第7屆香港電影金紫荊獎     | 最佳攝影           | 楊濤、張健 | 提名 |
| 第7屆香港電影金紫荊獎     | 十大華語片         |            | 獲獎 |
| 第2屆华语电影传媒大奖     | 最佳電影（港台）   |            | 提名 |
| 第2屆华语电影传媒大奖     | 最佳導演（港台）   | 關錦鵬     | 提名 |
| 第2屆华语电影传媒大奖     | 最佳男演員（港台） | 胡軍       | 獲獎 |
| 第2屆华语电影传媒大奖     | 最受歡迎男演員     | 胡軍       | 獲獎 |
| 第2屆华语电影传媒大奖     | 最受歡迎華語電影   |            | 獲獎 |
| 第38屆金馬獎              | 最佳劇情片         |            | 提名 |
| 第38屆金馬獎              | 最佳導演           | 關錦鵬     | 獲獎 |
| 第38屆金馬獎              | 最佳男主角         | 劉燁       | 獲獎 |
| 第38屆金馬獎              | 最佳男主角         | 胡軍       | 提名 |
| 第38屆金馬獎              | 最佳改編劇本       | 魏紹恩     | 獲獎 |
| 第38屆金馬獎              | 最佳攝影           | 楊濤       | 提名 |
| 第38屆金馬獎              | 最佳美術設計       | 張叔平     | 提名 |
| 第38屆金馬獎              | 最佳造型設計       | 張叔平     | 提名 |
| 第38屆金馬獎              | 最佳剪輯           | 張叔平     | 獲獎 |
| 第38屆金馬獎              | 最佳音效           | 王學義     | 提名 |
| 第38屆金馬獎              | 觀眾票選最佳影片   |            | 獲獎 |

## 外部連結
- 香港影庫上《蓝宇》的資料（繁體中文）
- 開眼電影網上《蓝宇》的資料（繁體中文）
- 时光网上《蓝宇》的資料（简体中文）
- AllMovie上《蓝宇》的资料（英文）
- 爛番茄上《蓝宇》的資料（英文）
- 互联网电影数据库（IMDb）上《蓝宇》的资料（英文）
- 《蓝宇》原型之谜. 传送门. [2016年4月1日]
- 给我一个胡军，我能撬动整个同志圈[永久]. 一点资讯. [2019年7月24日]